# 유럽 우주국
유럽 우주국(-宇宙局, 영어: European Space Agency, ESA, 프랑스어: Agence spatiale européenne, 독일어: Europäische Weltraumorganisation, 스페인어: Agencia Espacial Europea, 이탈리아어: Agenzia Spaziale Europea)은 유럽 각국이 공동으로 설립한 우주개발기구이다. 1975년 5월에 설립되었으며, 설립 당시에 10개국이었으나 현재는 19개국이 등록되어 있다. ESA는 유럽 연합(EU)과 밀접한 협력 관계를 유지하고 있지만, 유럽 연합에 속한 기관은 아니다.
유럽우주기구(-宇宙機構)라고 불리기도 한다.

## 개설
본부는 프랑스 파리에 있다. 직원은 2,000 명에 가까우며, 2007년도 예산은 29억 유로였다. ESA에서는 프랑스의 프랑스 국립 우주 연구 센터(CNES)가 중요한 역할을 수행하고 있으며, 독일 및 이탈리아가 그 뒤를 잇는 지위를 차지한다. 주된 우주선 발사장으로는 프랑스령 기아나의 기아나 우주 센터를 이용하고 있다.
ESA에서는 우주발사체인 아리안(Ariane)을 개발했으며, 세계 최대의 위성 발사 용역업체인 프랑스의 아리안스페이스(Arianespace) 사는 전 세계 민간 위성 발사 실적의 약 절반을 수행하고 있다.

## 참가국

ESA 정회원국
ESA 협력국
협력 협정 조인국

- 설립 참가국 (10개국) - 프랑스, 독일, 이탈리아, 영국, 벨기에, 스페인, 스위스, 네덜란드, 스웨덴, 덴마크

- 설립 후 참가국 (9개국) - 오스트리아, 노르웨이, 핀란드, 아일랜드, 포르투갈, 그리스, 룩셈부르크, 체코, 루마니아

- 이 외에 현재 헝가리, 폴란드가 ESA의 협력국으로 있고, 에스토니아, 슬로베니아, 우크라이나, 터키가 협력 협정에 조인하였다. (리투아니아도 협력 협정에 조인하겠다는 뜻을 밝혔다). 또한 캐나다는 1979년부터 특별 협력국의 지위를 보유하고 있다.

## 발사체
ESA는 높은 경쟁력으로 운용 가능한 여러 종류의 발사체를 확보하는 데 성공하였다. ESA는 아리안 5, 소유스, 베가의 세 종류의 발사체를 갖추게 된다. 로켓 발사는 프랑스 국립 우주 연구 센터(CNES)의 부속 기관으로 프랑스령 기아나에 위치한 아리안스페이스에서 담당한다. 많은 통신 위성은 정지 궤도에서 공전하기 때문에 프랑스령 기아나에서 발사하면 더 무거운 적재물을 우주로 올릴 수 있다. 또한, 지구의 자전으로 각속도가 큰 적도에서 발사할 경우 우주선은 초속 500미터의 추가 추진력을 얻게 된다.

### 아리안 5
아리안 5(Ariane 5)는 ESA의 주요 발사체이다. 추정 적재량은 정지궤도가 6 ~ 10톤, 지구 저궤도가 21톤이다. 이 발사체는 1997년부터 아리안 4를 대체하여 사용되었다. 여러 형태의 설계가 있으며 가장 무거운 것은 아리안 5 ECA로, 2002년의 첫 비행은 실패하였으나 이후 15회 연속 발사에 성공했다.
ESA의 아리안 1, 아리안 2, 아리안 3, 아리안 4는 현재 퇴역한 상태이다.(아리안 4는 오랜 기간 동안 사용되었다.)

### 소유스
소유스(Союз)는 러시아의 중(中) 적재물 운반 로켓으로, 2009년부터 ESA에서 운용되었다. ESA는 러시아 연방 우주국의 공동 사업으로 소유스 발사체를 사용하게 되었다. 합의에 의해, 러시아 측은 소유스 로켓을 제작하여 ESA에 공급하고, 로켓은 프랑스령 기아나로 옮겨져 조립된다. ESA는 중형 운반 로켓을 획득하여 기존의 로켓들을 보완하고 개발 비용을 절감하는 이득을 얻는다. 소유스 로켓은 40여 년간 러시아에서 사용해 온 로켓으로 ESA에서 유인 우주선으로 사용할 수 있을 정도로 안정성이 입증된 로켓이다. 러시아 또한 바이코누르 우주 기지 대신에 적도에 가까운 기아나 우주 센터를 사용할 수 있게 되어 적재량을 종래의 1.7톤에서 3.0톤으로 늘릴 수 있게 되었다.

### 베가
베가(Vega)는 ESA의 경량 적재물(약 1.5톤을 700 km 에 올리는) 발사체이다. 첫 발사는 2009년으로 계획되어 있다. 이탈리아가 65%의 경비를 부담하였다. 베가는 3단 로켓으로 설계되었으며, 적재물을 정확한 궤도에 올리는 액체 로켓이 추가로 상부에 설치된다.

## 우주 탐사

### 성과
- 1985년 7월 2일 - 핼리 혜성 탐사선인 지오토 발사
- 허블 우주 망원경, 미국항공우주국(NASA)과 공동 개발
- 1990년 10월 6일 - NASA와 공동 개발한, 태양의 전위도 영역을 조사하기 위해 설계된 무인 탐사기 율리시스(Ulysses) 발사
- 1995년 12월 2일 - NASA와 공동 개발한 소호 태양 관측 위성(SOHO) 발사
- 1997년 발사된 NASA-ESA의 토성 탐사선 카시니-하위헌스로부터 ESA가 개발한 하위헌스 탐사선이 분리되어 2004년 토성의 위성 타이탄의 표면에 착륙
- 2001년 7월 12일 - 통신 위성 아르테미스 발사
- 러시아 과학자들과 ESA가 공동 개발한 화성 탐사선 마스 익스프레스호, 2003년에 발사 및 화성 도착
- 2004년 3월 2일 - 혜성 탐사선 로제타 발사
- 2005년 11월 9일 - 금성 탐사선 비너스 익스프레스 발사
- 2009년 5월 14일 - 구경 3.5m의 허셜우주망원경 발사

### 계획
- 오로라 계획에 의한 유인ㆍ무인 태양계 탐사 계획 (2025년까지 화성에 유인 우주선을 착륙시키고, 2033년까지 태양계의 모든 위성에 유인 우주선을 보낸다는 것이 중점 사항임)
- 레이저 간섭계 우주 안테나(LISA), NASA와 공동 개발 중 (2018년 발사 예정)
- 수성 탐사선 베피콜롬보(BepiColombo), 일본의 JAXA와 공동 개발 중

## 같이 보기
- 한국항공우주연구원(KARI)
- 미국항공우주국(NASA)
- 러시아연방우주국(Roscosmos)
- 우주항공연구개발기구(JAXA)
- 중국국가항천국(CNSA)
- 인도우주연구기구(ISRO)
- 브라질 우주국(AEB)
- 각 국의 우주개발 전담 부서 (영어)